# Гусев, Николай Николаевич (литературовед)
Никола́й Никола́евич Гу́сев (9 [21] марта 1882, Рязань — 23 октября 1967, Москва) — русский литературовед, личный секретарь Л. Н. Толстого.

## Биография
В 1907—1909 годах был личным секретарём Л. Н. Толстого и последователем его нравственного учения.
В 1925—1931 годах был директором музея Толстого в Москве. Николай Гусев принимал участие в редактировании юбилейного Полного собрания сочинений Толстого в 90 томах (1928—1958), а также являлся автором работ о жизни и творчестве Л. Н. Толстого.
Похоронен на Новодевичьем кладбище.

## Награды
- орден Трудового Красного Знамени (17.05.1962)
- ещё один орден
- медали[3]

## Сочинения
- Два года с Л. Н. Толстым, 2 изд., М., 1928;
- Жизнь Л. Н. Толстого. Молодой Толстой (1828—1862), М., 1927;
- Жизнь Л. Н. Толстого. Толстой в расцвете художественного гения (1862—1877), М., 1928;
- Л. Н. Толстой. Материалы к биографии, 1828—1855, М., 1954;
- Л. Н. Толстой. Материалы к биографии, 1855—1869, М., 1957;
- Л. Н. Толстой. Материалы к биографии, 1870—1881, М., 1963;
- Л. Н. Толстой. Материалы к биографии, 1881—1885, М., 1970;
- Летопись жизни и творчества Л. Н. Толстого, 1828—1890, М., 1958;
- Летопись жизни и творчества Л. Н. Толстого, 1891—1910, М., 1960.